# Trimerogastra hardyi
Trimerogastra hardyi är en tvåvingeart som beskrevs av Wayne N. Mathis och Tadeusz Zatwarnicki 2004. Trimerogastra hardyi ingår i släktet Trimerogastra och familjen vattenflugor. Inga underarter finns listade i Catalogue of Life.